# Grande Prêmio Cristal Energie
O Grande Prêmio Cristal Energie (oficialmente: Grand Prix Cristal Energie) é uma corrida ciclista francesa que se disputava entre Montmorillon (Vienne) e Chaillac (Indre), em meados do mês de julho.
Criada em 1984 foi uma competição amador. Depois de não se disputar em 2005 desde 2006 foi profissional fazendo parte do UCI Europe Tour dentro da categoria 1.2 (última categoria do profissionalismo), sendo a sua última edição profissional em 2009. A partir de 2010 voltou a ser amador integrada na Copa da França amador.
Como a maioria de suas edições têm sido amador a maioria de ganhadores têm sido franceses.

## Palmarés
Em amarelo: edição amador.
| Ano  | Ganhador             | Segundo               | Terceiro              |
| ---- | -------------------- | --------------------- | --------------------- |
| 1984 | Franck Boucanville   | Pascal Audoux         | Jean-Luc Garnier      |
| 1986 | Jean-Marie Lemoine   | Patrick Friou         | Philippe Pitrou       |
| 1987 | Nicolas Dubois       | Claude Carlin         | Bruno Bonnet          |
| 1988 | Patrick Friou        | Serge Bodin           | Thierry Barrault      |
| 1989 | Thierry Barrault     | Claude Carlin         | Philippe Delaurier    |
| 1990 | Félix Urbain         | Pierrick Gillereau    | Laurent Eudeline      |
| 1991 | Czeslaw Rajch        | Sylvain Bolay         | Stéphane Boury        |
| 1992 | Jean-Pierre Bourgeot | Czeslaw Rajch         | Nicolas Jalabert      |
| 1993 | Walter Bénéteau      | Nicolas Jalabert      | Ludovic Auger         |
| 1994 | Jacek Bodyk          | Denis Marie           | Dariusz Wojciechowski |
| 1995 | Jeremy Hunt          | Gérald Lievin         | Jérôme Gannat         |
| 1996 | Vincent Cali         | Piotr Wadecki         | Christopher Jenner    |
| 1997 | Grzegorz Gwiazdowski | Fabrice Parent        | Olivier Perraudeau    |
| 1998 | Franck Renier        | Laurent Paumier       | Serge Barbara         |
| 1999 | Eric Drubay          | Gérald Marot          | Carlo Meneghetti      |
| 2000 | Ludovic Vanhee       | Alexandre Grux        | Frédéric Lecrosnier   |
| 2001 | Tomasz Kaszuba       | Stéphan Ravaleu       | Yuriy Metlushenko     |
| 2002 | Samuel Plouhinec     | Jacek Tadeusz Morajko | Freddy Ravaleu        |
| 2003 | Samuel Plouhinec     | Mika Hietanen         | Tony Cavet            |
| 2004 | Benoît Luminet       | Maxime Mederel        | Jérôme Bouchet        |
| 2005 | Não se disputou      | Não se disputou       | Não se disputou       |
| 2006 | Carlos Torrent       | Mathieu Drujon        | René Jørgensen        |
| 2007 | Florian Morizot      | Jonas Aaen Jørgensen  | Médéric Clain         |
| 2008 | Dan Craven           | Guillaume Bonnafond   | Jaroslaw Marycz       |
| 2009 | Martin Pedersen      | Robert Retschke       | Troels Vinther        |
| 2010 | Lilian Jégou         | Herberts Pudans       | Thomas Girard         |
| 2011 | Renaud Pioline       | Arnaud Démare         | Bryan Nauleau         |
| 2012 | Bryan Coquard        | Warren Barguil        | Stéphane Rossetto     |
| 2013 | Benoît Daeninck      | Thomas Girard         | Maxime Renault        |
| 2014 | Yann Guyot           | Julien Duval          | Kévin Lalouette       |
| 2015 | Thomas Rostollan     | Alexandre Delétang    | Fabien Grellier       |

## Palmarés por países
| País        | Vitórias |
| ----------- | -------- |
| França      | 20       |
| Polónia     | 3        |
| Reino Unido | 1        |
| Espanha     | 1        |
| Namíbia     | 1        |
| Dinamarca   | 1        |